# راماريا بوتريتيس
راماريا بوتريتيس هو النوع لأول مرة سنة 1797 من قبل عالم الفطريات كريستيان هندريك بيرسون سمي Clavaria botrytis . حيث أطلق عليها أدالبرت ريكن اسمها الحالي في 1918.